# Un pont sur l'infini
 (décembre 2012).
Si vous disposez d'ouvrages ou d'articles de référence ou si vous connaissez des sites web de qualité traitant du thème abordé ici, merci de compléter l'article en donnant les références utiles à sa vérifiabilité et en les liant à la section « Notes et références ».
Un pont sur l'infini (titre original : The Bridge Across Forever) est un roman de Richard Bach publié en 1984.

## Résumé
Richard Bach est un drôle d'oiseau : il passe sa vie dans les airs, à bord de son petit avion, et la gagne en faisant connaître aux autres les joies du looping et de la descente en piqué.
Il ne lui manque qu'une chose, la plus importante de toutes : une âme sœur, un être avec qui tout partager, bref, une femme. Mais quelle femme ? Est-ce celle-ci ? Ou celle-là ? Et le jour où Leslie paraît, comment être sûr que c'est la Femme Parfaite dont il a rêvé durant vingt ans ? C'est une odyssée de l'amour que ce pont sur l'infini, un parcours plein d'embûches, mais aussi de joies sans limites, qui emmènera Richard et Leslie vers - qui sait ? - l'immortalité ?